# Marcel Bucard
Marcel Bucard est un homme politique français né le 7 décembre 1895 à Saint-Clair-sur-Epte (Seine-et-Oise) et fusillé le 19 mars 1946 au fort de Châtillon (Seine).
Fondateur en 1933 du Mouvement franciste, un parti politique d'extrême droite antisémite inspiré du fascisme italien, il collabore pendant l'Occupation, ne jouant cependant qu'un rôle d'arrière-plan. Après la Libération, il organise le parachutage de saboteurs issus des rangs du francisme sur le territoire français, en collaboration avec les forces du Troisième Reich. Finalement, il est arrêté en Italie alors qu'il essaye de passer en Espagne. Extradé, il est condamné à mort et fusillé pour ses actes de collaboration.

## Biographie

### Jeunesse
Fils d'un boucher de Saint-Clair-sur-Epte, Marcel Bucard naît le 7 décembre 1895. Après des études au collège catholique Notre-Dame du Grandchamp, à Versailles, il entre au petit séminaire et souhaite être ordonné prêtre quand éclate la Première Guerre mondiale[réf. nécessaire]. Engagé volontaire, il se distingue par son courage : caporal en 1914, à 19 ans, il finit capitaine en 1918, blessé trois fois et titulaire de la Légion d'honneur et de la croix de guerre avec dix citations. Comme la plupart des combattants de ce conflit, il en restera à jamais marqué ; traumatisme aggravé, par ailleurs, par la perte de l'un de ses amis les plus proches, l'abbé Léandre Marcq, tué à 24 ans, le 16 avril 1917, au cours de la désastreuse offensive Nivelle.

### Vie politique
Aux élections législatives de 1924, Marcel Bucard est candidat du Bloc national comme colistier d'André Tardieu, mais est battu. Dès lors, et après avoir un temps milité à la Fédération nationale catholique (FNC), il décide de prendre part à l'agitation menée dans tout le pays par des mouvements d'anciens combattants. Il est ainsi l'un des dirigeants des Légions, groupe paramilitaire fondé en avril 1925 par Georges Valois et organisé par André d'Humières. La même année, il adhère, parmi les premiers, au Faisceau de Georges Valois — premier parti à se revendiquer ouvertement du fascisme — et dont il est chargé de la direction de la propagande à partir de septembre 1926. Il se rapproche également de l'ancien socialiste antimilitariste Gustave Hervé, fondateur de la Milice socialiste nationale, collaborant au journal La Victoire que celui-ci dirige. Cependant, en 1927, lorsque Georges Valois, dans son ouvrage Le Fascisme, rejette toute tentation antisémite et traite Mussolini de « réactionnaire », Bucard le désapprouve et se tourne vers François Coty et son quotidien L'Ami du peuple, dont il se voit confier la rédaction de la page hebdomadaire consacrée aux anciens combattants.

### Mouvement franciste

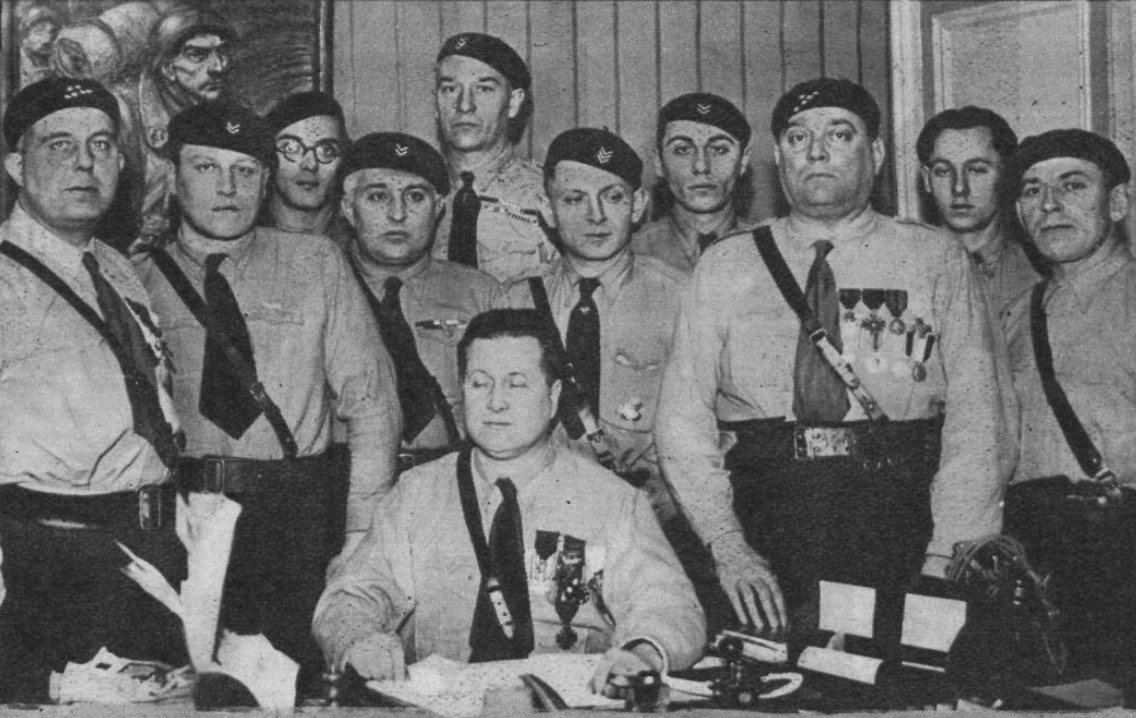
Bucard entouré de francistes en uniforme (1934).

Le 29 septembre 1933, Marcel Bucard fonde le Mouvement franciste, « mouvement d'action révolutionnaire » s'inspirant du fascisme italien mêlé à du spiritualisme. Il participe aux émeutes du 6 février 1934.

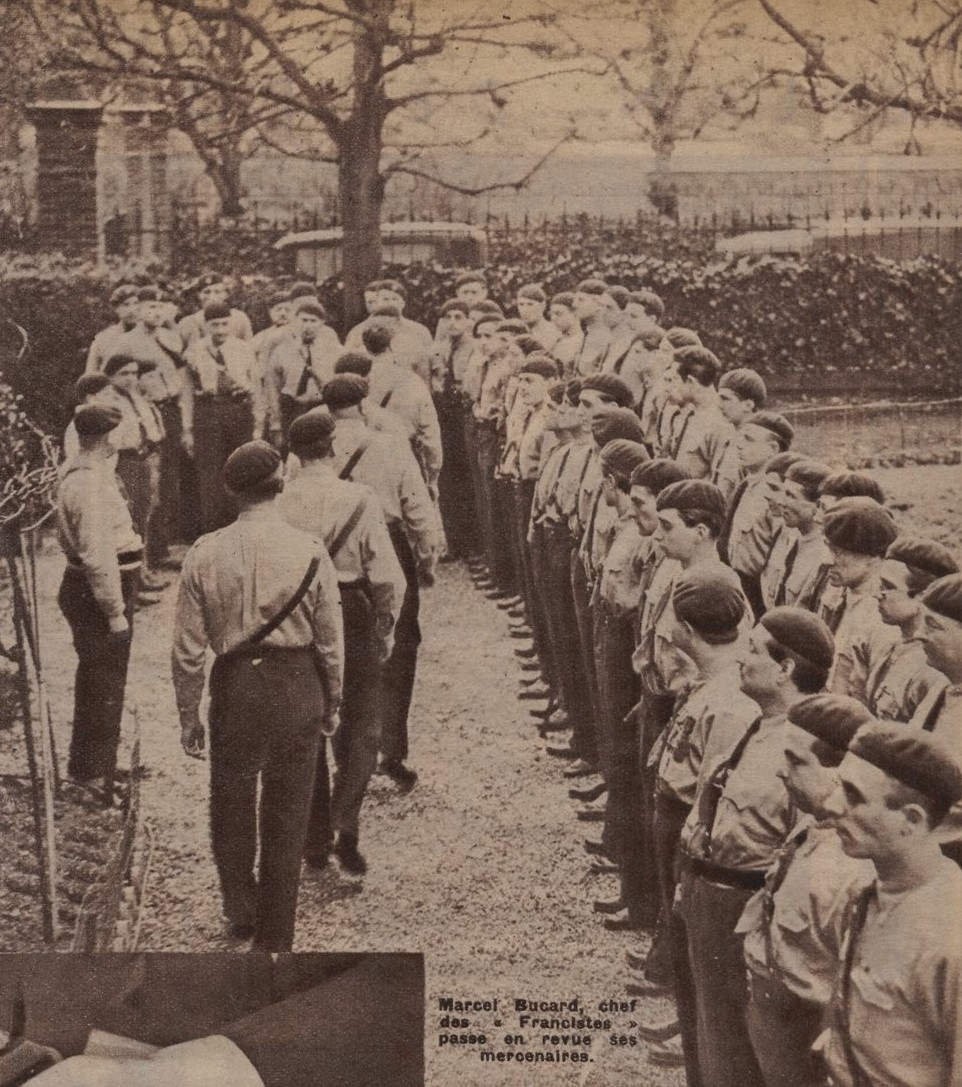
Marcel Bucard passe en revue ses militants francistes dans Regards du 2 janvier 1936.

Le francisme de Marcel Bucard n’a originellement rien d’antisémite. Marcel Bucard attaqua même l’antijuif Henry Coston, qui s’appliquait le nom de franciste. Bucard écrivit que « quelques misérables individus, faisant profession d’antisémitisme, de sectarisme, de haine, essaient en se couvrant du nom de francistes, de créer la confusion dans l’opinion publique »,. Ses articles vantent l’amitié des tranchées et la tolérance entre Français de toutes confessions. Il veut se distancier de « la petite secte, fondée récemment par un pauvre détraqué qui essaie de créer une confusion intéressée, en s’emparant de la même dénomination »,.
Bucard défend alors la thèse des deux Internationales qui déchirent la France : celle des socialo-communistes, celle des ploutocrates. Il écrit à la Ligue internationale contre l’antisémitisme (LICA), pour affirmer qu'il n'est ni anticlérical, ni antisémite, « ce qui est imbécile et odieux ».
Il participe au Congrès international fasciste de Montreux, les 16 et 17 décembre 1934. Il y fait adopter des motions mitigées sur la question juive : le congrès se refuse « à une campagne de haine contre les Juifs » mais « s’engage à combattre certains groupes juifs », lesquels « se sont installés comme en pays conquis, constituant une sorte d’État dans l’État, profitant de tous les bienfaits, se refusant à tous les devoirs ». Accusé d’être un antisémite camouflé par la Ligue internationale contre l’antisémitisme (LICA), il proteste en mars 1935 dans L’Univers israélite en distinguant les « Juifs patriotes qui remplissent leurs devoirs et les métèques sans patrie qui n’ont qu'un but : exploiter ».

#### Antisémitisme
Marcel Bucard devient antisémite après son arrestation fin 1935 et l’interdiction de son mouvement, prononcée par le Front populaire. Il attribue alors aux Juifs « une fonction de désagrégation sociale » et « un goût presque inné de la dépravation », l'antisémitisme devenant la pierre angulaire de son mouvement. Il publie L'Emprise juive en 1938.
Cependant, de 1936 à 1939, Marcel Bucard cherche à faire renaître son mouvement sous deux appellations : de 1936 à 1937 l’Association des Amis du Francisme et le Parti unitaire français d’action socialiste et nationale (Pufasn) en 1938.

### Collaboration
En 1941, Bucard se rallie à la Collaboration et reforme une nouvelle fois son mouvement, sous le nom de Parti franciste. Fondateurs de la Légion des volontaires français contre le bolchevisme (LVF), il interdit à ses militants d'y entrer lorsqu'il apprend que l'uniforme est celui de la Wehrmacht. Il ne tient cependant sous l'Occupation qu'un rôle d'arrière-plan, souffrant de ses anciennes blessures de guerre. Pourtant il est reçu affectueusement par le maréchal Pétain du fait de son aura d'ancien combattant.
Le 15 juillet 1944, Bucard sous le couvert d'une perquisition, commet un vol chez un joaillier juif. Celui-ci alerte la police qui se rend sur place et bloque la voiture de Bucard qui allait partir. Les gardes du corps de Bucard tuent deux policiers. Il est emprisonné à la prison de la Santé et manque d’être fusillé. Libéré le 29 juillet, il a juste le temps, devant l’avancée des Alliés, de fuir en Allemagne le 12 août 1944 avec les autres francistes.
Depuis l'Allemagne, il participe à l'organisation de commandos de saboteurs, parachutés en France par l'aviation du Troisième Reich (une dizaine de ces francistes ont d'ailleurs témoigné en ce sens lors de son procès).

### Arrestation et condamnation
Alors qu'il cherche à gagner l'Espagne, il est arrêté à Merano en juin 1945, extradé en France et jugé par la Cour de justice de la Seine. Au terme d'un procès ayant duré trois jours, il est condamné à mort le 21 février 1946. Il est fusillé le 19 mars, dans les fossés du fort de Châtillon, criant avant la salve « vive la France » ou bien, selon une autre source, le cri des francistes : « Qui vive ? France ! ».
Comme on a interdit que son corps fût déposé dans le caveau familial, Marcel Bucard repose maintenant au cimetière parisien de Thiais, dans le département du Val-de-Marne. Son épouse Thérèse y est également enterrée depuis son décès en 1974.

### Vie privée
Marcel Bucard, marié depuis 1928, était le père de quatre enfants. Thérèse Bucard s'était investie dans le Francisme auprès de son mari et présidait les sections féminines du parti, dont les actions concernaient principalement les domaines sanitaires et sociaux.
Il fit par ailleurs l'objet de rumeurs qui lui prêtèrent des relations homosexuelles. Dans son autobiographie parue en 1928, Georges Valois note ainsi à ce sujet : « En 1928, intervenant contre moi dans une réunion de dissidents du Faisceau, (Bucard) trouva le moyen de s’exprimer sur les erreurs de mœurs qui lui étaient attribuées, avec une crudité ignoble, au-dessous du langage de chambrée, et ceci devant des femmes et des jeunes filles ». En janvier 1935, le quotidien communiste L'Humanité publie des extraits d'une de ses lettres à l'un de ses proches, qui souligneraient son hypocrisie, son absence de moralité, son attrait pour les jeunes garçons. Il est dès lors décrit comme le « Roehm français » [allusion à l'ancien chef des SA, homosexuel, exécuté en 1934 sur l'ordre d'Hitler à la suite de la « nuit des longs couteaux »],. Ses adversaires de gauche, socialistes et communistes, le qualifient aussi de « pédéraste » après cette date,. Ces rumeurs ont aussi été propagées sous l'Occupation par Déat et son parti, le Rassemblement national populaire (RNP), ainsi que par les enquêtes menées à son sujet par la police de Vichy — : cela lui valut, chez ses détracteurs, le surnom de « la grande Marcelle »,. En 1946, à l'occasion de son procès, la chroniqueuse judiciaire Madeleine Jacob souligne que Bucard était appelé « la grande Marcelle » et que l'acte d'accusation précise qu'il a la réputation d'être homosexuel et note qu'il « dédie de discrets sourires à quelques costauds dans le public, debout au fond de la salle »,,.

## Distinctions
- Officier de la Légion d'honneur
- Croix de guerre 1914–1918 (dix citations dont 3 palmes)
- Croix du combattant
- Médaille interalliée de la Victoire
- Médaille commémorative de la guerre 1914–1918

## Œuvres
- La Légende de Marcq (préface du général de Castelnau). Lettre de S. G. Mgr Binet, évêque de Soissons, Laon et Saint-Quentin. 25e mille.
- Paroles d'un combattant, 1930.
- Les Tyrans de la IIIe, 1937.
- L'Emprise Juive, Le Coq de France, s.d., 1938.
- Sommaire du Francisme, Le Coq de France, 1940.
- Nous n'avons aucun goût pour l'esclavage ! Discours de Marcel Bucard prononcé à la salle Lancry le 5 octobre 1941 au Congrès restreint du Francisme à Paris, Le Franciste, 1941.
- Un combat de 10 ans. Articles signés Marcel Bucard, 1943.

### Préface
- Maurice de Barral, Les Combattants dans la nation. Principes l'action (préface de Marcel Bucard), 1928.

### Audiovisuel
- "Fiction : Marcel Bucard, procès d’un collabo", Affaires sensibles, France inter, 20 novembre 2020